# Trà Tập
Trà Tập là một xã thuộc huyện Nam Trà My, tỉnh Quảng Nam, Việt Nam.
Xã Trà Tập có diện tích 77,52 km², dân số năm 2019 là 2.908 người, mật độ dân số đạt 38 người/km².